# NGC 6207
NGC 6207 je spirální galaxie v souhvězdí Herkula vzdálená 60 milionů světelných let. Její zdánlivá jasnost je 11,7 mag a úhlová velikost 3,0'×1,3'. Na obloze se promítá 0,5° severovýchodně od jasné kulové hvězdokupy M 13.
Byla objevena 16. května 1787 Williamem Herschelem.
V galaxii byla pozorována supernova typu II s názvem SN 2004A a maximální magnitudou 15,7.